# ともだちいっぱい
『ともだちいっぱい』は、NHK教育テレビジョンで1990年4月2日から1995年4月4日までの幼児向け番組ゾーンの総称。

## 概要
長年月曜日 - 土曜日の10:30からの15分間は幼児向け番組枠「幼稚園・保育所の時間」として位置づけられ各曜日にて個別に番組が制作・放送されていたが、1990年度からこれを月曜日新設の『こどもにんぎょう劇場』を除き1つのゾーンとして位置づけ、1989年度に放送されていた『やっぱりヤンチャー』のキャラクターを引き継ぐとともに設定を変更・拡張し、新たなキャラクターを加えて複数の曜日にわたって登場させた。
1989年12月18日・12月19日・12月20日にパイロット版が放送。
番組タイトルは曜日順に『かずとあそぼ』『つくってあそぼ』『なかよくあそぼ』『しぜんとあそぼ』『うたってあそぼ』と、その内容を示す語句と「～あそぼ」の組み合わせで統一された。
このゾーンでは全曜日で小山田満月作詞・福田和禾子作曲・出演者たちの歌唱によるテーマ曲を乗せたアニメーション映像の共通オープニングが流れ、オープニングの最後に各曜日の番組名が表示された。エンドクレジットにおける番組名も各曜日のタイトルではなく『ともだちいっぱい』のゾーン名が表示された。
「このゆびトマリンコ」の世界が舞台で、前半約5分は「トマリンコひろば」から人形劇のパート、後半10分間は各番組のパートで構成。
1994年度には火曜日の数量番組『かずとあそぼ』を『マホマホだいぼうけん』に、木曜日の道徳番組『なかよくあそぼ』を『わいわいドンブリ』に一新した。この2番組はオープニングや本編冒頭で『ともだちいっぱい』のゾーン名が表示され、形式上は当ゾーンの番組として扱われたが、前述の共通オープニングは使用せず、ゴロリやモンタなど他曜日の既存キャラクターもこの2番組には一切登場しないなど構成は異なり、事実上ゾーンから独立した別番組として制作されていた。
1995年度にはゾーン解消となり『うたってあそぼ』『マホマホだいぼうけん』が1994年度をもって終了、『つくってあそぼ』『わいわいドンブリ』は独立番組として継続された。『つくってあそぼ』は2012年度まで、当ゾーン時代から数えて23年間にわたり継続放送された。また『しぜんとあそぼ』は同タイトルのまま番組内容を大幅に変更し、2021年度まで32年間継続放送され、同番組の終了をもって当ゾーンの番組は全て放送終了した。なお、2011年には「幼稚園・保育所の時間」枠自体も解消となった。
2014年2月1日16:00 - 17:00に「お願い!編集長」の企画として『なかよくあそぼ』『しぜんとあそぼ』『うたってあそぼ』『かずとあそぼ』の第1回が再放送された。

## 曜日ごとの内容
10:30の本放送を基準とする。「夕方」は16時台（年度により異なる。詳細は放送時間の節参照）、「朝」は9:15-の再放送枠を指す。

『マホマホだいぼうけん』『わいわいドンブリ』はそれぞれの項目を参照。
- 火曜日 『かずとあそぼ』（再放送：金曜日夕方・月曜日朝）
数量番組。ペカリンさんの絵本の中の世界でモンタ達が数理学的なトラブルを解決するために冒険する[8][9][10]。同枠では唯一、ゆう兄ちゃん、うしおお姉さん、ワクワクさんといった人間の出演者が原則として登場しない。
1990年8月7日にパイロット版が放送[11]。
1990年度は『ピコピコポン』が継続放送されていたため他曜日から1年遅い1991年度から開始したが、1994年度は『マホマホだいぼうけん』となり、このゾーンでの放送期間が3年間と最も短い。
一部エピソードにおいては『ピコピコポン』から「Xの概念」などのテーマやシナリオ、挿入歌の流用がされた。
- 水曜日 『つくってあそぼ』（再放送：月曜日夕方・火曜日朝）
工作番組、「ゴロリンコひろば」が舞台[5]。ワクワクさんとゴロリが身近な素材と道具を使って工作し、遊ぶ[9][12]。
このゾーンで最初に放送を開始した。1995年度以降もオープニングを一新し独立番組として継続、2012年度まで放送された。
当ゾーン期間中に制作された回もオープニングを差し替え、エンドクレジットの番組表記を『つくってあそぼ』に上書き変更して1995年度以降も再放送された(NHKのロゴマークに関しては1995年当時の新ロゴマークに上書きせず1994年度までのロゴをそのまま表示)。この為、独立後しばらくは回によってはゴロリ以外のキャラクターをゾーン解消後に見ることができたが、放送年数を重ねて独立番組としての放送ストックができて以降は登場しなくなり、ワクワクさんとゴロリのみが最終回まで通して出演し続けた。独立番組としての初回「つみきにペタリ」は新作ではなく1993年度9月制作分の再放送である[13]。
- 木曜日 『なかよくあそぼ』（再放送：火曜日夕方・水曜日朝）
道徳番組、「プカリンコ島」が舞台[5]。ゆう兄ちゃんやモンタ、ソラミ、ヤンチャー達が仲良く遊んだり冒険をする[9]。
1989年度開始の前身番組『やっぱりヤンチャー』の内容を引き継いでいるが、設定や世界観などは変更されている。物語も仕切り直しがされ、ゆう兄ちゃんたちとヤンチャーとの初対面が当番組の初回で改めて描かれた。
『かずとあそぼ』とともに1年早い1993年度をもって終了し、1994年度は『わいわいドンブリ』に交代した。
- 金曜日 『しぜんとあそぼ』（再放送：水曜日夕方・木曜日朝）
自然科学番組、「モリリンコのもり」が舞台[5]。うしおお姉さんとヒョロリがモリリンコの森を観察する設定で動物や植物の生態を紹介する[9][12]。
1995年度以降も独立番組としてタイトルのみ残り、内容はドキュメンタリー形式に変更され、2021年度まで放送された。同ゾーンで始まった番組としては最後まで存続した番組であり、最長の放送期間となる。
- 土曜日 『うたってあそぼ』（再放送：木曜日夕方・金曜日朝）
音楽番組、「ヒョロリン団地」が舞台[5]。うしおお姉さんとヒョロリが歌やダンスで遊ぶ[9][12]。
ゾーン解消とともに終了し、1995年度は新番組『うたってオドロンパ』に交代した。

## 曜日別番組表
参考として1989年度の同ジャンル前番組も掲載した。
| 年度            | 1989                                               | 1990                                               | 1991             | 1992             | 1993             | 1994                  | 1995                                                                   |
| 年度            | 前番組                                             | ともだちいっぱい                                   | ともだちいっぱい | ともだちいっぱい | ともだちいっぱい | ともだちいっぱい      | 廃枠後                                                                 |
| --------------- | -------------------------------------------------- | -------------------------------------------------- | ---------------- | ---------------- | ---------------- | --------------------- | ---------------------------------------------------------------------- |
| 火 数量番組     | ピコピコポン (1989年度は水曜日 1990年度はゾーン外) | ピコピコポン (1989年度は水曜日 1990年度はゾーン外) | かずとあそぼ     | かずとあそぼ     | かずとあそぼ     | マホマホ だいぼうけん | マホマホだいぼうけん終了 （夏季テレビクラブで一部再放送） 数量番組廃止 |
| 水 工作番組     | できるかな （火曜日）                              | つくってあそぼ                                     | つくってあそぼ   | つくってあそぼ   | つくってあそぼ   | つくってあそぼ        | つくってあそぼを継続 火曜日へ移動                                      |
| 木 道徳番組     | やっぱり ヤンチャー                                | なかよくあそぼ                                     | なかよくあそぼ   | なかよくあそぼ   | なかよくあそぼ   | わいわい ドンブリ     | わいわいドンブリを継続 水曜日へ移動                                    |
| 金 自然科学番組 | ピックンと アップン                                | しぜんとあそぼ                                     | しぜんとあそぼ   | しぜんとあそぼ   | しぜんとあそぼ   | しぜんとあそぼ        | しぜんとあそぼをリニューアルし継続 木曜日へ移動                        |
| 土 音楽番組     | プルプル プルン                                    | うたってあそぼ                                     | うたってあそぼ   | うたってあそぼ   | うたってあそぼ   | うたってあそぼ        | うたってあそぼ終了 金曜日へ枠移動しうたってオドロンパ開始              |

## 放送時間
- 本放送　火曜日 - 土曜日 10:30 - 10:45
- 再放送（午前）　月曜日 - 金曜日 9:15 - 9:30
- 再放送（夕方）
  - 月曜日 - 金曜日 16:00 - 16:15（1990 - 91年度）
  - 月曜日 - 金曜日 16:25 - 16:40（1992年度）
  - 月曜日 - 金曜日 16:30 - 16:45（1993年度）
  - 月曜日 - 金曜日 16:05 - 16:20（1994年度）

放送時間はすべてJST。
夕方の再放送については、「ともだちいっぱい」廃枠後も1996年度まで続いた。

## キャラクター・出演者
『マホマホだいぼうけん』『わいわいドンブリ』のキャラクターは除外。

### 曜日を問わず登場
ゴロリ以外の3人は枠解消後はごく稀に『つくってあそぼ』へゲストとして登場していた。
2014年からはヤンチャー共々『ワンワンパッコロ!キャラともワールド』（NHK BSプレミアム、2021年3月終了）で久々に登場している。
ゴロリ（声：中村秀利）
熊のキャラクター。のんびりした性格。『つくってあそぼ』を中心に登場しており、他の曜日への登場は比較的少なかった。
『ともだちいっぱい』枠が廃止になった1995年度以降はテレビに出演する唯一のキャラクターとして、独立番組となった『つくってあそぼ』でもワクワクさんと共に長きにわたり活躍した。番組終了後に声優を担当した中村の死去（2014年12月）に伴って酒巻光宏に交代された。
モンタ（声：田中真弓）
ソラミ（声：林原めぐみ）
『やっぱりヤンチャー』からスピンオフ登場の猿のキャラクター。『なかよくあそぼ』を中心に登場する。『なかよくあそぼ』『かずとあそぼ』終了後は、『うたってあそぼ』に出演。
モンタはやんちゃだが少々泣き虫、ソラミはしっかり者だが少々我儘な性格。モンタの名前は猿の英語での呼び方の「モンキー」から来ている。
ヒョロリ（声：津久井教生）
狐のキャラクター。担当番組は『しぜんとあそぼ』と『うたってあそぼ』だが、他の曜日への登場頻度も多い。

### 特定曜日のみに登場
基本的に各曜日のみの登場だが、特番で一同が共演することもある。
ワクワクさん（久保田雅人）
『つくってあそぼ』の進行役。丸眼鏡と赤い帽子が特徴のデザイナーの青年。『ともだちいっぱい』後期では当該曜日のオープニングにも登場し、ゆう兄ちゃんやうしおお姉さん同様に「こんにちは」の挨拶も行う。『つくってあそぼ』が独立番組になった後も最終回まで活躍した。
ゆう兄ちゃん（水島裕）
『やっぱりヤンチャー』からのスピンオフ。探検家で悪魔研究もしている。『なかよくあそぼ』の進行役で、初期においては『つくってあそぼ』冒頭にも登場していた。毎回、オープニングタイトルが終わった後、視聴者の幼児に向かって優しく「こんにちは」と声をかけるところから番組が始まる。
ヤンチャー（声：鈴木清信）
『なかよくあそぼ』のみに登場。『やっぱりヤンチャー』からのスピンオフのメカ亀。「タートルタートル」が口癖。なかよくあそぼ第1話で空から落っこちてきたところを、ゆう兄ちゃん達に救出され、ソラミが命名した。怒るとヤンチャーパワーであるヤンチャー光線で相手を吹き飛ばす。自身の発言によるとシリーズの中では1号から3号までが存在しているらしく、初期型はエネルギー源として強化燃料となる特製ドリンクを必要としており、通常の食べ物を食べると体の中のメカが壊れるということだったが、3号は通常の食べ物がエネルギー源となるように改良がなされている。甲羅の色は黄色で『プルプルプルン』のプルンの色と同じ。
うしおお姉さん（橋本潮）
『しぜんとあそぼ』『うたってあそぼ』の進行役。ヒョロリン団地に住む音楽家のお姉さん。オープニングタイトル後に「こんにちは」と声をかけるのはゆう兄ちゃんと同様。
ギャースカ（声：田中真弓）
『なかよくあそぼ』のみに登場する悪役キャラクター。猫の姿とカラスの姿を使い分けているが、どちらが本当の姿かは不明。猫の姿でいることが多いが、たまに狸の姿をするときもある。『やっぱりヤンチャー』の頃から、様々なものへの変化は得意な様子。大魔王ギャオスの命令、さらには自身の欲望を満たすために毎回悪事をはたらくが、ヤンチャーが放つヤンチャー光線とヤンチャーパワーで毎回天誅を喰らう。
大魔王ギャオス（声：渡部猛）
『なかよくあそぼ』のみに登場。毎回ギャースカにヤンチャーを島から追い出すよう指令を伝える。暗闇と声で表現されるため、実体は不明。
ペカリンさん（声：梅津秀行）
『かずとあそぼ』のみに登場する同番組の進行役。数理学的なトラブルが起こると「困ったときがチャンスです～、頭の良くなるチャンスです～」と定番の歌を歌いながら登場し、モンタたちを自身が作った絵本の中の世界に案内する。ペカリンさんの絵本の中で起こる数理学的事件を解決することで、モンタたちは現実でのトラブルを解決する方法を身に着けて帰還する。時には、正体を隠して絵本の中に登場し、解決の糸口を与えることもある。自身の発言によると「ペカリンキック」という必殺技があるらしい。
怪人5面相（声：斎藤隆、八木光生）
『かずとあそぼ』の後期に登場した悪役キャラクターで、ペカリンさんが作った絵本の登場人物。変装が得意でギャースカと同じく自分の欲望を満たすために悪事をおこなうが、ギャースカとは違い自ら墓穴を掘って失敗するパターンがほとんどである。
怪人X（声：難波圭一）
『かずとあそぼ』の後期に登場したペカリンさんが作った絵本の登場人物。正体は山羊。

## スタッフ
- 作 - 小山田満月、東龍男、鈴木悦夫（うたってあそぼ）、朝比奈尚行（つくってあそぼ）
- 音楽 - 福田和禾子（各番組共通）、小松原まさし（なかよくあそぼ）、井川雅幸（つくってあそぼ）、沖浩一（かずとあそぼ）、堀井勝美（しぜんとあそぼ）
- 演奏 - 東京室内楽協会（各番組共通）、新室内楽協会（なかよくあそぼ）、アンサンブル・レニエ（しぜんとあそぼ）、アンサンブル・オーキーズ（かずとあそぼ）
- 伴奏 - 小寺久美子（1990 - 91年度のうたってあそぼにおいてエレクトーン伴奏を担当。）
- 振付 - 坂上道之助、大原晶子
- 手遊び指導 - 阿部直美
- 人形操演 - 山口真美、岡部満明、酒井三枝子、冨士川直実、萱島信子
- 人形操作 - 船塚洋子、大江健司、佐久間治、磯辺美恵子
- 人形デザイン・製作 - ヒダ・オサム、劇団カッパ座
- 人形美術 - 佐藤孝夫、加藤晃、岡部正義、上野新司、光子館
- 絵 - 上野新司
- タイトルアニメーション - 落合由美子+3D